# Élection du président de l'administration centrale tibétaine de 2016
L'élection du président de l'administration centrale tibétaine se tient le 20 mars 2016 afin d'élire le dirigeant (sikyong) du gouvernement tibétain en exil pour un mandat de cinq ans.

## Déroulement
Le 10 juin 2015, la commission électorale tibétaine annonce le lancement des élections du président de l'administration centrale tibétain et législatives (membres du parlement tibétain en exil). Le 14e Kashag (cabinet) du gouvernement tibétain en exil termine son mandat de cinq ans en avril 2016.
L'élection primaire du sikyong et de la 16e assemblée du parlement tibétain a lieu le 18 octobre 2015.
il s'agit de la deuxième élection au poste de premier ministre après le retrait du dalaï-lama de l'autorité politique en 2011 et l'introduction d'un système démocratique pour l'élection du chef du gouvernement tibétain en exil. Lors de la dernière élection, Lobsang Sangay est devenu le premier chef démocratiquement élu du gouvernement tibétain en exil.
Les élections de 2016 sont les quatrièmes élections tibétaines au suffrage universel direct.
Des observateurs internationaux dont André Gattolin, sénateur et membre du groupe d’information sur le Tibet au Sénat, ont été invités à Dharamsala durant les élections.
Pour la première fois dans les élections tibétaines, plusieurs partis politiques sont apparus, ce qui est inhabituel dans la politique tibétaine. Le Parti démocratique national du Tibet, un parti indépendantiste modéré, a traditionnellement été le seul parti politique dans la diaspora tibétaine, mais n'intervient pas dans les élections législatives. Ce parti a soutenu Lobsang Sangay et Penpa Tsering. Le People's Party of Tibet défendant la politique de la voie médiane, a soutenu Tashi Wangdu et a également présenté ses propres candidats pour le Parlement tandis que le Congrès national tibétain radicalement séparatiste a approuvé Lukar Jam.
Le 18 mars marque la fin de la campagne électorale de 2016, comme l'annonce la Commission électorale tibétaine deux jours avant l'élection du 20 mars.
Les résultats du second tour sont annoncés officiellement le 27 avril,.
La campagne électorale, émaillée d'attaques personnelles entre les deux opposants, est critiquée par le 14e dalaï-lama et par l'ancien premier ministre Samdhong Rinpoché. Traversée par les clivages de la campagne, la diaspora tibétaine est appelée à l'union à l'issue de celle-ci par Samdhong Rinpoché,.

## Liste des candidats
- Tashi Wangdu, chef de la direction de la Fédération des sociétés coopératives des Tibétains, a annoncé sa candidature le 10 juin 2015[1].
- Lukar Jam Atsok, un ancien prisonnier tibétain, président du Gu-Chu-Sum Mouvement du Tibet, et favorable à l'indépendance du Tibet, est le second à annoncer sa candidature[13].
- Penpa Tsering, député et président Parlement tibétain en exil a annoncé sa candidature peu après[14].
- Lobsang Sangay, actuel Premier ministre tibétain annonça sa candidature le 12 août[15].
- Tashi Topgyal de Shillong, annonça sa candidature le 20 août[15].

## Primaires
Le 4 décembre 2015, les résultats des primaires pour l’élection du premier ministre tibétain et de la 16e assemblée du parlement tibétain en exil furent annoncés par la commission électorale. Le premier ministre titulaire, Lobsang Sangay est crédité de 30 508 votes, suivi du président du parlement tibétain Penpa Tsering (10 732), de Lukar Jam (2 557), Tashi Wangdu (1 880), Tashi Topgyal (38). Lobsang Sangay a obtenu un score plus élevé qu'aux primaires de 2010 (22 489).

## Second tour
Les élections du 20 mars 2016 sont un duel entre Lobsang Sangay et Penpa Tsering, Lukar Jam n'ayant pas obtenu le pourcentage fixé par la commission électorale qui déclara le 20 octobre qu'un 3e finaliste serait retenu seulement si l’écart avec le 2e finaliste ne dépassait pas 20% Cette décision, ainsi que d'autres restrictions à la liberté de parole et d'association lors de ces élections, ont suscité beaucoup de critiques, tant parmi les Tibétains, qu'au niveau international.
Le président de la commission électorale Sonam Chomphel Sosur a annoncé que la commission avait enregistré 88 326 électeurs, dont 47 102 pour l’élection du premier ministre, et 46 890 pour l’élection des membres du parlement.
La  Commission électorale de l’Administration centrale tibétaine a annoncé que les votes ont eu lieu dans 85 bureaux dans le monde, 46 en Inde, au Népal et au Bhoutan, 9 dans des bureaux du Tibet dans d’autres pays, et 30 dans des écoles et dans les régions. Sonam Chomphel déclara que « Les Tibétains du Bhoutan n’ont pas pu voter pour les primaires car le gouvernement bhoutanais a demandé à l’autorité tibétaine locale de fournir toutes les informations sur les votants et leur histoire. Dans ces conditions mais aussi pour d’autres raisons, les Tibétains du Bhoutan ont été réticents à venir voter ».

## Arrestations en Chine en relation avec les élections
Selon Voice of Tibet, trois Tibétains, deux hommes et une femme (Samdup 40 ans, Rongshar 29 ans et Lhadon), du comté de Matoe dans la province du Qinghai, ont été arrêtés par la police chinoise le 30 mars 2016. Ils ont été arrêtés pour avoir participé à une discussion de groupe sur l'application de messagerie WeChat avec des gens de l'extérieur du Tibet au sujet des élections tibétaines conclus récemment en exil. Samdup est le chef adjoint de la division 1, 3 et 5 du village de Kyareng, qui compte environ 150 ménages. Lhadon est une mère de deux enfants, une fille Dharkar 11 ans et un fils Tsegyam, 8 ans. Le plus jeune, Rongshar est marié a une femme, Yangkyi.